# VTM (chaîne de télévision)
VTM (sigle de Vlaamse Televisie Maatschappij, « Société de télévision flamande » en néerlandais), est une chaîne de télévision généraliste commerciale privée de la Communauté flamande de Belgique. VTM appartient au groupe Medialaan.

## Histoire de la chaîne

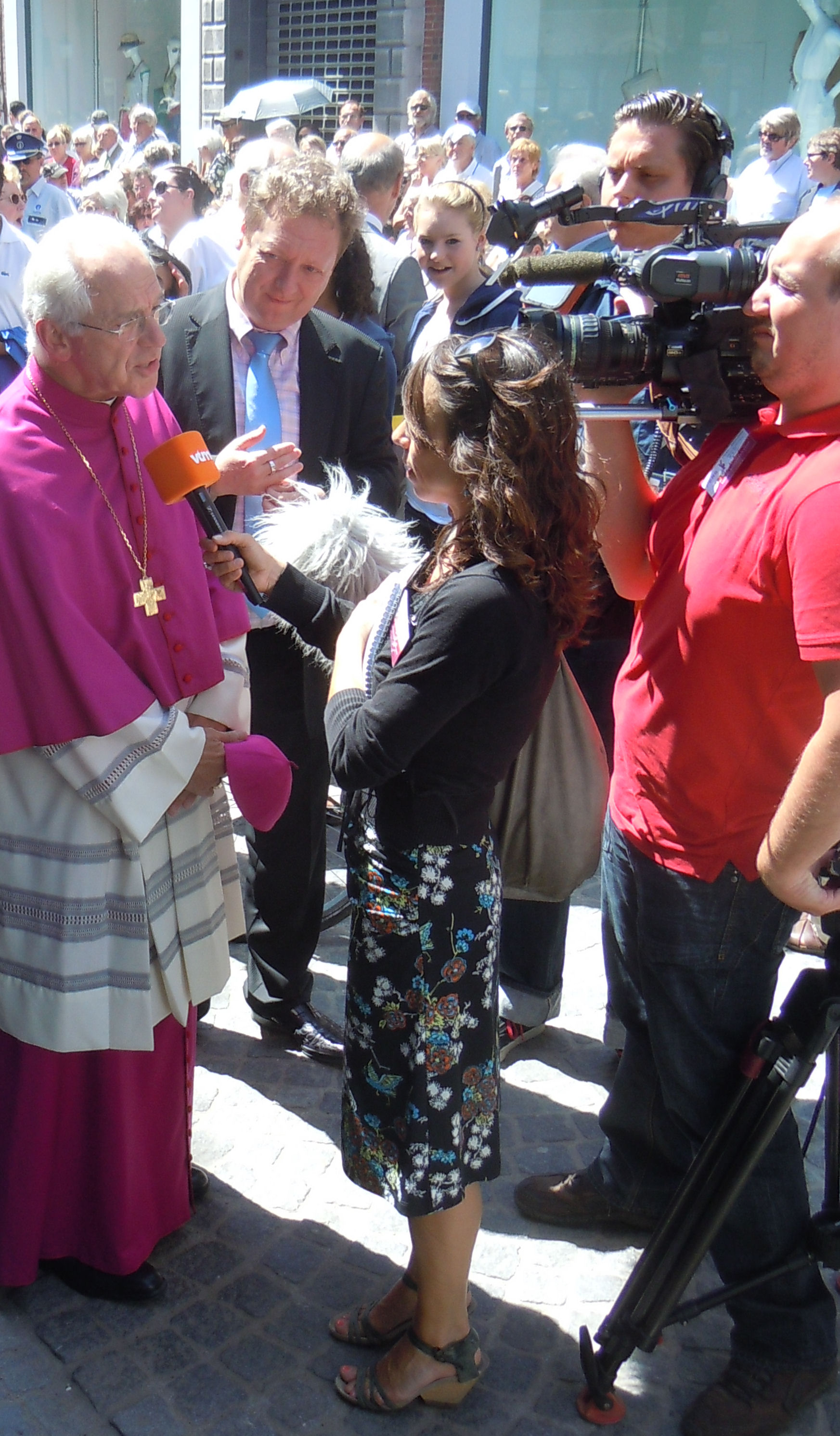
Intervieuw avec Mgr. de Kesel, Het Nieuws, VTM

Comme le prévoit le décret "câble" (kabeldecreet) de la Communauté flamande, la chaîne VTM est exclusivement disponible via les réseaux câblés, et ne peut être reçue par fréquence hertzienne. Depuis mars 2006, la chaîne est également disponible sur le satellite, via un abonnement à TV Vlaanderen. Le "décret câble" de 1987 fut adopté à l'initiative de Patrick Dewael, alors Ministre de la Culture au sein de l'Exécutif flamand. En autorisant l'émission de chaînes de télévision commerciales en Flandre, ce décret permit la création de VTM, en 1989.
Mike Verdrengh et Guido Depraetere, qui firent leurs armes à la BRTN respectivement en tant que présentateur et producteur, développèrent une grille de programme se voulant proche du téléspectateur flamand. VTM engagea ainsi de nombreuses personnalités populaires et qui exerçaient sur la BRTN/VRT, comme Walter Capiau, Carry Goossens (1993), Luc Appermont, Gaston Berghmans & Leo Martin, Bart Peeters (1995 à 1999), Jacques Vermeire (1995 à 2009) Stef Wauters et Rob Vanoudenhoven. De plus, VTM adopta une grille de programme volontairement concurrentielle. C'est ainsi que le journal télévisé de la chaîne fut programmé à 19h, alors que le bulletin d'information de la chaîne publique démarrait une demi-heure plus tard. Autre exemple : VTM lança en 1991 la série Familie, le premier soap flamand. La VRT ne suivra qu'en 1995, avec la série Thuis.
Malgré les conditions fixées lors de l'octroi de sa licence par les autorités flamandes, VTM a souvent été accusée de chercher à infantiliser son audience. Ont été pointés du doigt des programmes tels que Rad van Fortuin (La roue de la fortune), Blind Date, Wedden, dat..?, Walters Verjaardagsshow, les séries Bompa et Nonkel Jef, etc. Cependant, VTM obtint également des critiques plus élogieuses pour certaines de ses séries, comme Moeder, waarom leven wij?, Ons geluk et De Raf en Ronny Show.
À la fin des années 1990, la part de marché de VTM était en baisse, passant de 35 % à 20-25 %, et ce principalement en raison de la modernisation de VRT-TV1 (actuellement baptisée "VRT 1")
En août 2003, VTM engagea deux nouveaux directeurs de programme, le réalisateur Jan Verheyen et Bert Geenen, avec pour mission de rénover l'image de la chaîne, vers plus de modernité et de fraîcheur. C'est ainsi que l'ancien logo aux trois bandes fut remplacé par un logo arborant les lettres "vtm" (désormais en minuscules) blanches sur fond orange. Dès janvier 2005, Verheyen présenta sa démission car, selon ses dires, "son travail était terminé".
En juin 2005, le poste de Directeur général de la programmation de l'ensemble du groupe VMMa (aujourd'hui dénommé "Medialaan") fut créé. Jan Segers, jusqu'alors Directeur de la création au sein de la société de production Eyeworks, le principal fournisseur de programmes de VTM, fut le premier à l'occuper. De son côté, Bert Geenen devint Directeur d'antenne de VTM. De par sa fonction, Segers était responsable de l'ensemble des programmes, à l'exception des émissions d'information, lesquelles relevaient d'Eric Goens, le Directeur de l'information.
En août 2006, Bert Geenen devint directeur des programmes de Talpa Service III, la holding dont dépendait notamment 4FM. La même année, VTM lança un projet pilote de télévision numérique : VTMzomer ("VTM de l'été") fut disponible sur Belgacom TV du 20 juin au 22 septembre. L'expérience fut renouvelée durant les fêtes de fin d'année avec VTMkerst ("VTM de Noël"), diffusée quant à elle sur la plateforme Telenet. VTMkerst proposa également une primeur : la diffusion de la série De Kavijaks, une des séries les plus chères de l'histoire de la télévision flamande, avec Jan Decleir et deux de ses enfants dans les rôles principaux.
En outre, VTM développa un projet de chaîne numérique entièrement consacrée aux informations. Prévue pour l'automne 2007, elle avait pour nom de travail 24/7. Toutefois, le projet fut maintes fois reporté, et n'a finalement jamais vu le jour. En septembre 2007, VTM lança un journal télévisé à l'intention de la jeunesse baptisé Zoom, pour lequel elle obtint des subsides de la Communauté flamande. Fin décembre 2007, VTM se sépara de plusieurs présentatrices, considérant qu'elles ne correspondaient plus à l'image de la chaîne. Si Elke Vanelderen et Tess Goossens restèrent à VTM, Anne de Baetzelier et Erika Van Tielen poursuivirent leurs carrières sur d'autres chaînes.
Le 29 février 2008, VTM bénéficia d'un important changement d'image, avec un nouveau logo. Il en fut de même pour Het Nieuws, la coupole qui regroupe l'ensemble des programmes d'information de la chaîne depuis 2004. Des programmes tels que Sara et Mijn Restaurant obtinrent de belles audiences. Entretemps, il fut reproché à VTM de produire trop de programmes de télé-réalité au détriment de la fiction. La chaîne réagit en lançant cinq nouvelles séries : Jes, De Rodenburgs, Code 37, Dag & Nacht: Hotel Eburon et Dope. Si les quatre premières furent lancées durant la saison 2009/2010, seul l'épisode pilote de Dope fut diffusé.
En 2012, l'antenne de VTM fut une fois de plus renouvelée. Un nouveau logo fut dévoilé, ainsi qu'un nouveau slogan : Je beleeft het hier (littéralement : tu le vois ici). La chaîne se dota en outre d'un jingle, qui peut être régulièrement entendu à l'antenne. Enfin, le 18 février 2013, Het Nieuws fut à son retour relooké, avec un nouveau nom (VTM Nieuws), un nouveau logo et un nouveau studio.
En 2018, un nouveau logo et un habillage tournant autour de pointeurs sont mis à l'antenne. Un rebranding dont l'auteur est l'agence française Gédéon, qui rhabille par la même occasion les programmes VTM Nieuws et Het Weer.

## Identité visuelle (logo)

Logo de VTM de 2004 à 2008.
Logo de VTM de 2008 à 2018.
Logo de VTM de 2018 à 2024.
Logo de VTM depuis 2024. (Version dégradée)

## Organisation

### Capital
VTM appartient à 100 % au groupe Medialaan.

## Audiences
Source : Centre d'Information sur les Médias.

### Audience globale
| 2011   | 2012   | 2013   |
| ------ | ------ | ------ |
| 20,2 % | 18,6 % | 17,8 % |

Avec une audience moyenne de 17,8 % de part de marché en 2013, VTM est la seconde chaîne de télévision flamande la plus regardée, derrière Één et devant Canvas.

### Top 20 des programmes les plus regardés
|    | Programme                                   | Date       | Nombre de téléspectateurs | Part de marché |
| -- | ------------------------------------------- | ---------- | ------------------------- | -------------- |
| 1  | Tsunami 12-12*                              | 14/01/2005 | 1 846 900                 | 66,5 %         |
| 2  | Goedele                                     | 29/09/1997 | 1 516 500                 | 64,2 %         |
| 3  | Help Kosovo*                                | 26/04/1999 | 1 477 000                 | 68,8 %         |
| 4  | Jambers                                     | 09/10/1997 | 1 462 600                 | 61,6 %         |
| 5  | Mijn restaurant!                            | 02/06/2009 | 1 458 900                 | 65,3 %         |
| 6  | Matroeska's                                 | 12/01/2005 | 1 452 100                 | 51,4 %         |
| 7  | Boer zkt vrouw                              | 31/05/2004 | 1 449 600                 | 55,1 %         |
| 8  | Sara                                        | 24/06/2008 | 1 433 100                 | 59,1 %         |
| 9  | Help Haïti*                                 | 21/01/2010 | 1 430 200                 | 56 %           |
| 10 | Football : Qualification : Belgique/Irlande | 15/11/1997 | 1 404 200                 | 57,4 %         |
| 11 | Olivier de Rijke                            | 13/10/2003 | 1 366 400                 | 51,5 %         |
| 12 | Sterren op de dansvloer                     | 03/03/2006 | 1 358 400                 | 55,2 %         |
| 13 | Nieuws 19u                                  | 09/02/1997 | 1 348 700                 | 63,5 %         |
| 14 | Football : Qualification : Turquie/Belgique | 30/04/1997 | 1 335 300                 | 59,2 %         |
| 15 | Idool                                       | 12/12/2004 | 1 321 700                 | 44,4 %         |
| 16 | De Kotmadam                                 | 06/01/1997 | 1 315 700                 | 47 %           |
| 17 | The Voice van Vlaanderen                    | 22/02/2013 | 1 315 300                 | 44,4 %         |
| 18 | De Jacques Vermeire show                    | 03/12/1998 | 1 292 100                 | 51 %           |
| 19 | Wie wordt multimiljonair - Levenslijn       | 24/02/2000 | 1 291 800                 | 50,5 %         |
| 20 | Danni Lowinski                              | 01/03/2012 | 1 269 300                 | 42,3 %         |

Audiences depuis 1997. Tous les téléspectateurs de 4 ans et plus, plus d'éventuels invités. Durée des programmes supérieure à 15 minutes.
* Émission diffusée simultanément sur Één et VTM.

### Top 10 des programmes les plus regardés par année
(septembre 2017).

#### 2013
|    | Programme                | Date       | Nombre de téléspectateurs | Part de marché |
| -- | ------------------------ | ---------- | ------------------------- | -------------- |
| 1  | The Voice van Vlaanderen | 22/02/2013 | 1 315 345                 | 44,4 %         |
| 2  | Danni Lowinski           | 28/02/2013 | 1 087 066                 | 36,3 %         |
| 3  | Belgium's Got Talent     | 11/10/2013 | 1 044 497                 | 37,7 %         |
| 4  | Crème de la crème        | 07/01/2013 | 1 042 959                 | 33,9 %         |
| 5  | Boer zkt vrouw           | 18/03/2013 | 989 223                   | 31,6 %         |
| 6  | Tegen de sterren op      | 10/01/2013 | 961 400                   | 33 %           |
| 7  | Zone stad                | 01/04/2013 | 945 580                   | 36,8 %         |
| 8  | Aspe                     | 20/02/2013 | 945 165                   | 31,2 %         |
| 9  | Sterren op de dansvloer  | 11/01/2013 | 933 804                   | 35,6 %         |
| 10 | Zuidflank                | 25/11/2013 | 928 333                   | 35,6 %         |

Tous les téléspectateurs de 4 ans et plus, plus d'éventuels invités. Durée des programmes supérieure à 15 minutes.

#### 2012
|    | Programme                | Date       | Nombre de téléspectateurs | Part de marché |
| -- | ------------------------ | ---------- | ------------------------- | -------------- |
| 1  | Danni Lowinski           | 01/03/2012 | 1 269 303                 | 42,3 %         |
| 2  | The Voice van Vlaanderen | 06/01/2012 | 1 140 859                 | 44,5 %         |
| 3  | Deadline 14/10           | 07/10/2012 | 1 128 721                 | 44,1 %         |
| 4  | Belgium's Got Talent     | 02/11/2012 | 1 076 784                 | 39,4 %         |
| 5  | Boer zkt vrouw           | 19/11/2012 | 1 006 271                 | 34,7 %         |
| 6  | Clan                     | 29/10/2012 | 993 585                   | 34 %           |
| 7  | Boer zocht vrouw         | 21/05/2012 | 989 682                   | 37,3 %         |
| 8  | De zonen van Van As      | 20/04/2012 | 973 606                   | 39,3 %         |
| 9  | Tegen de sterren op      | 13/12/2012 | 954 831                   | 32,7 %         |
| 10 | Aspe                     | 13/11/2012 | 938 558                   | 30,7 %         |

Tous les téléspectateurs de 4 ans et plus, plus d'éventuels invités. Durée des programmes supérieure à 15 minutes.

#### 2011
|    | Programme                                | Date       | Nombre de téléspectateurs | Part de marché |
| -- | ---------------------------------------- | ---------- | ------------------------- | -------------- |
| 1  | The Voice van Vlaanderen                 | 30/12/2011 | 1 235 419                 | 45,2 %         |
| 2  | De nacht van de vlaamse televisiesterren | 25/02/2011 | 1 235 158                 | 51,7 %         |
| 3  | Boer zkt vrouw                           | 24/10/2011 | 1 150 588                 | 39,7 %         |
| 4  | Tegen de sterren op                      | 03/03/2011 | 1 118 335                 | 39 %           |
| 5  | Aspe                                     | 14/11/2011 | 1 016 470                 | 38,5 %         |
| 6  | De keuken van de meester                 | 07/06/2011 | 1 016 233                 | 40,5 %         |
| 7  | Code 37                                  | 03/03/2011 | 953 640                   | 36,6 %         |
| 8  | Familie                                  | 30/12/2011 | 938 550                   | 34,3 %         |
| 9  | Mijn restaurant!                         | 24/11/2011 | 931 234                   | 37,4 %         |
| 10 | Idool                                    | 02/02/2011 | 926 485                   | 32,1 %         |

Tous les téléspectateurs de 4 ans et plus, plus d'éventuels invités. Durée des programmes supérieure à 15 minutes.

#### 2010
|    | Programme                        | Date       | Nombre de téléspectateurs | Part de marché |
| -- | -------------------------------- | ---------- | ------------------------- | -------------- |
| 1  | Help Haïti*                      | 21/01/2010 | 1 430 200                 | 56 %           |
| 2  | Boer zkt vrouw                   | 15/11/2010 | 1 274 810                 | 44,5 %         |
| 3  | Mijn restaurant!                 | 10/06/2010 | 1 186 700                 | 62,1 %         |
| 4  | De beste hobbykok van Vlaanderen | 30/11/2010 | 1 122 570                 | 38,5 %         |
| 5  | Lili en Marleen                  | 28/02/2010 | 1 099 760                 | 40,2 %         |
| 6  | Benidorm Bastards                | 10/06/2010 | 990 280                   | 46,9 %         |
| 7  | Aspe                             | 08/11/2010 | 982 860                   | 38,9 %         |
| 8  | Tegen de sterren op              | 19/12/2010 | 977 700                   | 34,1 %         |
| 9  | Nieuws 19u                       | 11/01/2010 | 965 590                   | 38,1 %         |
| 10 | Familie                          | 27/09/2010 | 951 140                   | 34,4 %         |

Tous les téléspectateurs de 4 ans et plus, plus d'éventuels invités. Durée des programmes supérieure à 15 minutes.
* Émission diffusée simultanément sur Één et VTM.

#### 2009
|    | Programme                        | Date       | Nombre de téléspectateurs | Part de marché |
| -- | -------------------------------- | ---------- | ------------------------- | -------------- |
| 1  | Mijn restaurant!                 | 02/06/2009 | 1 458 930                 | 65,32 %        |
| 2  | Boer zkt vrouw                   | 16/11/2009 | 1 336 180                 | 50,71 %        |
| 3  | Boer zocht vrouw                 | 23/11/2009 | 1 141 520                 | 46,32 %        |
| 4  | De beste hobbykok van Vlaanderen | 01/12/2009 | 1 119 220                 | 44,99 %        |
| 5  | Louis Louise                     | 02/06/2009 | 1 092 200                 | 47,16 %        |
| 6  | Aanrijding in Moscou             | 09/10/2009 | 1 051 810                 | 48,51 %        |
| 7  | De smaak van de Keyser           | 25/01/2009 | 1 640 600                 | 56,63 %        |
| 8  | K2 zoekt K3                      | 03/10/2009 | 1 022 450                 | 45,47 %        |
| 9  | Nieuws 19u                       | 20/12/2009 | 988 020                   | 40,65 %        |
| 10 | Code 37                          | 02/11/2009 | 974 160                   | 44,21 %        |

Tous les téléspectateurs de 4 ans et plus, plus d'éventuels invités. Durée des programmes supérieure à 15 minutes.